# Pierścień Rowerowy dookoła Poznania

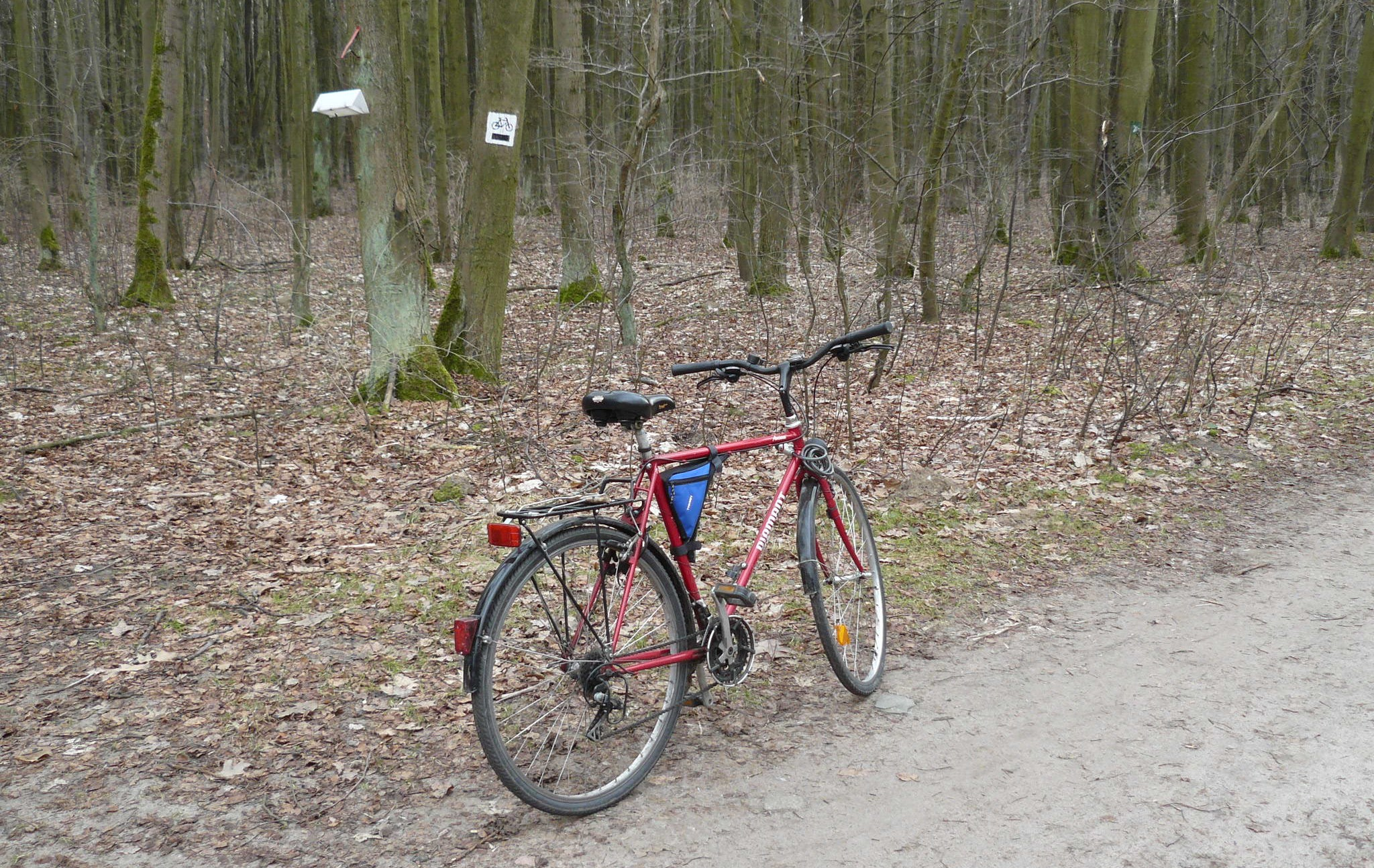
Szlak dojazdowy R-A w Lasku Marcelińskim

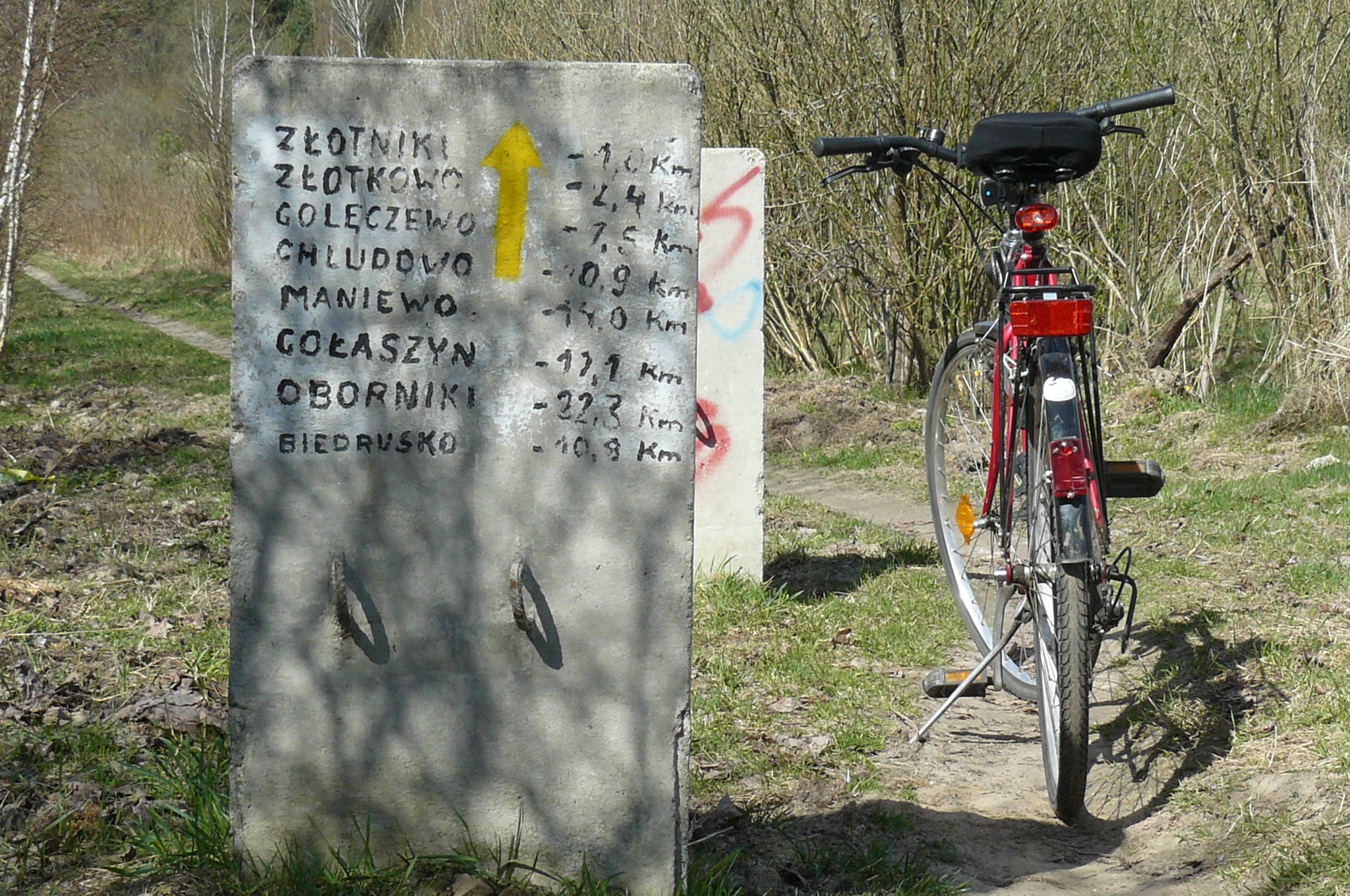
Szlak R-C Do rezerwatu Gogulec w Suchym Lesie

Pierścień Rowerowy dookoła Poznania – turystyczny szlak rowerowy tworzący zamkniętą pętlę dookoła Poznania.

## Historia i topografia
Pierwszy z poznańskich szlaków rowerowych tworzonych w ramach programu Wielkopolskiego Systemu Szlaków Rowerowych. Wyznakowany wiosną 2001 roku. Prowadzi zasadniczo przez gminy powiatu poznańskiego (z niewielkim odcinkiem na terenie powiatu gnieźnieńskiego – w Dąbrówce Kościelnej oraz samego miasta Poznania – w Kiekrzu). Z Poznaniem połączony jest przy pomocy siedmiu szlaków łącznikowych wyznakowanych razem z Pierścieniem (z wykorzystaniem odcinków istniejących wcześniej). Łączna długość Pierścienia: 164,2 km (w literaturze występuje również 173 km), szlaków dojazdowych: 123,2 km. 8 lipca 2001 dokonano po raz pierwszy grupowego przejechania całego pierścienia w jeden dzień (25 osób, w tym jedna kobieta). Czas przejazdu wyniósł 7 godzin, 50 minut i 6 sekund.

## Odcinki Pierścienia
(pomiędzy węzłami szlaków dojazdowych)
- R-1 Lusówko – Pawłowice, 14,7 km
- R-2 Pawłowice – Złotniki, 4,1 km
- R-3 Złotniki – Promienko, 48,8 km
- R-4 Promienko – Tulce, 23,1 km
- R-5 Tulce – Mościenica, 10,3 km
- R-6 Mościenica – Niwka/Mosina, 25,1 km
- R-7 Niwka/Mosina – Lusówko, 38,1 km

## Szlaki dojazdowe z Poznania
- R-A Bukowska – Lusówko, 21,7 km („Nad Jezioro Lusowskie”)
- R-B Park Sołacki – Pawłowice, 11,5 km („Doliną Bogdanki”; szlak jest fragmentem odcinka północnego Transwielkopolskiej Trasy Rowerowej oraz Rowerowego Szlaku Stu Jezior)
- R-C PeSTka – Złotniki – Chludowo, 15,0 km („Do rezerwatu Gogulec”)
- R-D Malta – Promienko, 23,5 km („Doliną Cybiny do Parku Krajobrazowego Promno”; szlak jest fragmentem Piastowskiego Traktu Rowerowego)
- R-E Parking za Maltą – Tulce, 10,1 km („Darz Bór”; szlak jest fragmentem odcinka południowego Transwielkopolskiej Trasy Rowerowej)
- R-F Stacja Starołęka – Mościenica (– Kórnik), 19,2 km („Doliną Głuszynki”)
- R-G ul. Królowej Jadwigi/Klin Dębiecki – Luboń – Niwka/Mosina, 22,2 km („Wzdłuż Warty do Wielkopolskiego Parku Narodowego”; szlak jest fragmentem Ziemiańskiego Szlaku Rowerowego oraz Nadwarciańskiego Szlaku Rowerowego)[2]

## Miasta na szlaku
Na trasie Pierścienia znajdują się następujące miasta:
- Murowana Goślina
- Kostrzyn
- Kórnik
- Mosina
- Stęszew

## Przejazd przez poligon
Odcinek „Pierścienia Rowerowego Dookoła Poznania”, przebiegający po drodze asfaltowej Złotniki-Biedrusko uległ likwidacji. Przemieszczanie się tą trasą traktowane jest jak wykroczenie i może skutkować nałożeniem kary grzywny. Teren poligonu wojskowego Biedrusko jest objęty całkowitym zakazem wstępu (24/7), w tym dla ruchu pieszego, rowerowego i samochodowego, a także dla wszelkich form turystyki i rekreacji.
Propozycja objazdu (nieznakowany) nieczynnego odcinka, wcześniej prowadzącego przez teren poligonu wojskowego: Biedrusko – droga rowerowa – Radojewo – ul. Poligonowa – Morasko – ul. Meteorytowa – ul. Gajowa – ul. Bogusławskiego – ul. Kalinowa (Złotniki) – ul. Pagórkowa – ul. Łagiewnicka.
Na odcinku od pumptracku przy ul. Bogusławskiego do ul. Łagiewnickiej należy jechać według znaków szlaku żółtego rowerowego.